# Crataegus aemula
Crataegus aemula — вид квіткових рослин із родини трояндових (Rosaceae).

## Біоморфологічна характеристика
Це кущ або дерево 3–5 метрів заввишки. Стовбури короткі, тонкі, діаметром 5–7 см. Кора гладка до злегка тріщиниста або луската; іноді присутні складні шипи на стовбурах. Нові гілочки червонувато-зелені, запушені; 1-річні блідо-коричневі, стають сіро-коричневими; колючки на гілочках ± прямі, каштаново-коричневі, пізніше сірі, ± тонкі, 3–5 см. Листки: ніжки листків 0.5–1.5 см, принаймні молоді запушені й залозисті; листові пластини еліптично-яйцеподібні або широко-еліптичні до субокруглих, 3–5 см, ± тонкі, основа закруглена або широко зрізана (частки по 3 або 4 на кожній стороні, верхівка частки гостра, краї зубчасті), верхівка гостра, верх голий, жилки рідко волохаті, низ рідко запушений у молодості. Суцвіття 5–10-квіткові. Квітки діаметром 14–18 мм. Яблуко яскраво-червоне, субкулясте, 10–13 мм у діаметрі, блискуче. 2n = 51, 68. Період цвітіння: квітень; період плодоношення: вересень і жовтень..

## Середовище проживання
Зростає в США — Джорджія, Міссісіпі, Алабама.
Населяє дубові зарості й чагарники; на висотах 50–600 метрів.